# Харшаварман III
Харшаварман III (кхмер. ហស៌វរ្ម័នទី៣ , ум. 1080) — король Кхмерской империи (1066—1080).

## Биография
Харшаварман III унаследовал престол от своего брата Удаядитьявармана II.
На время его правления пришлась война с чамами, опустошительный набег на древнюю столицу Шамбхупуру (ныне Самбор-Прей-Кук). Согласно китайским летописям, император, для которого и чамы и кхмеры были вассалами, потребовал от них помощи в кампании в борьбе с Дайвьетом, которая окончилась поражением.
Харшаварман III умер в 1080 году, его посмертное имя Шадашивапада. После его смерти престолом завладел представитель другого рода — Джаяварман VI.